# Steinbach (Haut-Rhin)
Steinbach település Franciaországban, Haut-Rhin megyében. Lakosainak száma 1357 fő (2022. január 1.). Steinbach Bitschwiller-lès-Thann, Uffholtz, Thann, Vieux-Thann és Cernay községekkel határos.

## Népesség
A település népessége az elmúlt években az alábbi módon változott:
| Lakosok száma | 1363 | 1362 | 1401 | 1360 | 1355 | 1349 | 1350 | 1343 | 1357 |
|               | 2013 | 2015 | 2016 | 2017 | 2018 | 2019 | 2020 | 2021 | 2022 |